# Lucius Valerius Messalla Volesus
Lucius Valerius Messalla Volesus war ein römischer Senator zur Zeit des Kaisers Augustus.
Messalla Volesus war ein Sohn des Potitus Valerius Messalla, Suffektkonsul im Jahr 29 v. Chr. Messalla Volesus begann seine Laufbahn 12 v. Chr. als triumvir aere argento auro flando feriundo (Münzbeamter). Die nächsten Stufen seiner Karriere bis zu seinem Konsulat im Jahr 5 n. Chr. sind unbekannt. Zusammen mit seinem Kollegen brachte er das Gesetz Lex Cornelia allgemein zur Geltung. Er und sein Kollege schlugen am 28. Juni des Jahres 5 n. Chr. einen Gesetzentwurf vor, der 49 oder mehr Kapitel umfasste. Aus diesem Vorschlag wurde im Jahr 9 n. Chr. die Lex Papia Poppaea erlassen, mit der der Vorschlag bestätigt wurde. Es scheint jedoch, dass dieses Gesetz während ihrer Konsulzeit noch nicht als Vorschlag dem Volk vorgelegt wurde.
Im Jahr 11 oder 12 n. Chr. wurde Messalla Volesus Prokonsul der Provinz Asia. Während seines Prokonsulat ließ er an einem einzigen Tag 300 Menschen enthaupten. Messalla Volesus wurde daraufhin wegen „unerhörten Grausamkeiten“ angeklagt und verurteilt. Augustus selbst verfasste eine Denkschrift, die libelli Augusti de Voleso Messalla, und ein Senatsbeschluss (senatus consultum) wurde zu seinen Gunsten erlassen. Tiberius ließ im Jahr 22 n. Chr. diese Briefe und den Senatsbeschluss im Senat verlesen.